# Торба (провінція)
Торба — провінція держави Вануату, що займає територію островів Торрес, Банкс, за першими літерами назв яких провінція і отримала свою назву. Населення 9 359 осіб (2009), площа 882 км². Адміністративний центр провінції — місто Сола.

## Острови
Далі наведені головні острови провінції Торба, за виключенням малих та незаселених острівців.

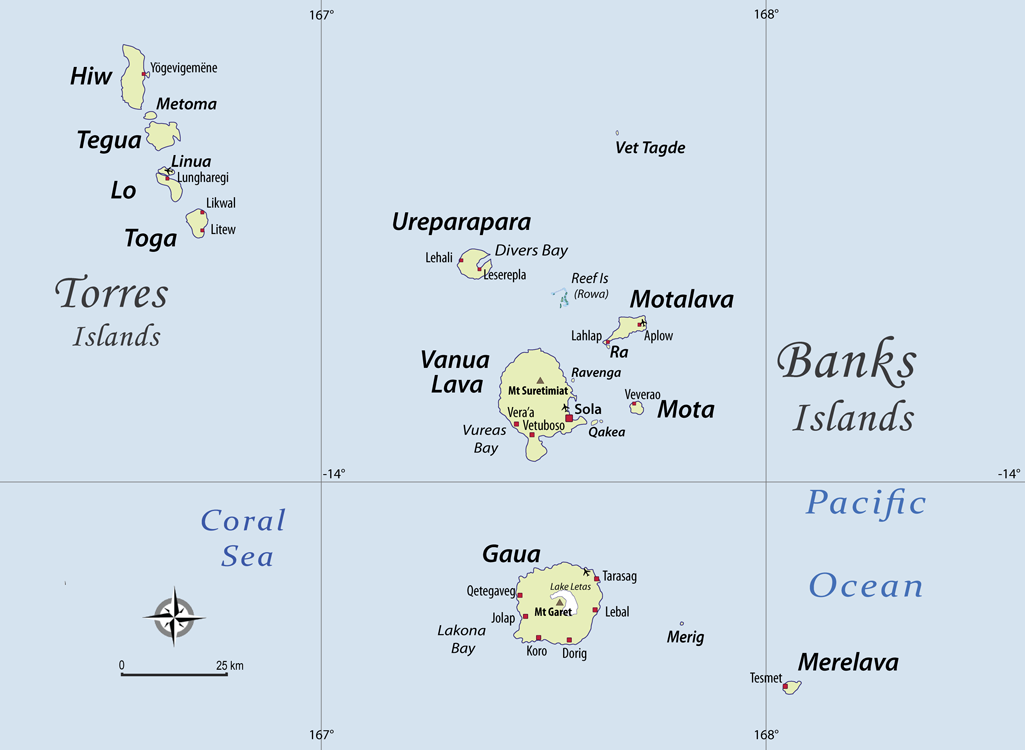
Острови провінції Торба

Острова Банкс
| Назва       | Населення | Площа в км2 | Найвища точка, м | Координати                                                              |
| ----------- | --------- | ----------- | ---------------- | ----------------------------------------------------------------------- |
| Гауа        | 2491      | 342         | 767              | 14°15′54″ пд. ш. 167°31′12″ сх. д. / 14.26500° пд. ш. 167.52000° сх. д. |
| Квакеа      | 26        | 1.2         | 13               | 13°52′ пд. ш. 167°35′ сх. д.                                            |
| Мерелава    | 647       | 18          | 833              | 14°27′ пд. ш. 168°4′ сх. д. / 14.450° пд. ш. 168.067° сх. д.            |
| Меріг       | 12        | 0.5         | 125              | 14°19′ пд. ш. 167°48′ сх. д. / 14.317° пд. ш. 167.800° сх. д.           |
| Мота        | 683       | 9.5         | 411              | 13°51′ пд. ш. 167°42′ сх. д. / 13.850° пд. ш. 167.700° сх. д.           |
| Моталава    | 1451      | 24          | 243              | 13°39′ пд. ш. 167°42′ сх. д. / 13.650° пд. ш. 167.700° сх. д.           |
| Ра          | 189       | 0.5         | 15               | 13°43′ пд. ш. 167°37′ сх. д. / 13.717° пд. ш. 167.617° сх. д.           |
| Урепарапара | 437       | 39          | 764              | 13°32′ пд. ш. 167°20′ сх. д. / 13.533° пд. ш. 167.333° сх. д.           |
| Вануа-Лава  | 2623      | 314         |                  | 13°48′ пд. ш. 167°28′ сх. д. / 13.800° пд. ш. 167.467° сх. д.           |
| Ветаунде    | -         | 0,24        | 76               | 13°15′33″ пд. ш. 167°38′34″ сх. д. / 13.25917° пд. ш. 167.64278° сх. д. |

Острова Торрес
| Назва  | Населення | Площа в км2 | Найвища точка, м | Координати                                                              |
| ------ | --------- | ----------- | ---------------- | ----------------------------------------------------------------------- |
| Хіу    | 269       | 51          | 366              | 13°08′20″ пд. ш. 166°33′49″ сх. д. / 13.13889° пд. ш. 166.56361° сх. д. |
| Лінуа  | 0         | 2.5         | 26               | 13°19′37″ пд. ш. 166°37′57″ сх. д. / 13.32694° пд. ш. 166.63250° сх. д. |
| Ло     | 210       | 11.9        | 115              | 13°21′02″ пд. ш. 166°38′40″ сх. д. / 13.35056° пд. ш. 166.64444° сх. д. |
| Метома | 13        | 3           | 115              | 13°12′28″ пд. ш. 166°36′02″ сх. д. / 13.20778° пд. ш. 166.60056° сх. д. |
| Тегуа  | 58        | 30.8        | 300              | 13°14′48″ пд. ш. 166°37′01″ сх. д. / 13.24667° пд. ш. 166.61694° сх. д. |
| Тога   | 276       | 18.8        | 240              | 13°25′20″ пд. ш. 166°41′30″ сх. д. / 13.42222° пд. ш. 166.69167° сх. д. |
| Нґвел  | 0         | 0,1         | 4                | 13°25′20″ пд. ш. 166°41′30″ сх. д. / 13.42222° пд. ш. 166.69167° сх. д. |

## Мови
У провінції Торба розмовляють сімнадцятьма мов, усі з яких є океанічними. З півночі на південь це: Хів, Ло-Тога, Лехалі, Лойоп, Волов, Мвотлап, Лемеріг, Вера'а, Вурес, Мвесен, Мота, Нуме, Доріг, Коро, Олрат, Лакон і Мверлап. Маючи в середньому по 550 носіїв кожної мови, Торба є однією з найбільш різноманітних мовних областей Вануату, яка сама по собі є країною з найвищою щільністю мов на душу населення у світі.